# All I Know So Far: Setlist
All I Know So Far: Setlist é o segundo álbum ao vivo da cantora norte-americana Pink. Foi lançado em 21 de maio de 2021, pela RCA Records, simultaneamente com o documentário Pink: All I Know So Far na Prime Video.
Além dos sucessos da cantora, o álbum contém covers e duas faixas inéditas: "Cover Me in Sunshine" cantada com sua filha Willow Sage Hart e a faixa-título "All I Know So Far".

## Lista de Faixas
| All I Know So Far: Setlist track listing |                                                                                     |         |  |
| N.º                                      | Título                                                                              | Duração |  |
| 1.                                       | "Just Like a Pill" (live at Wembley Stadium, Junho de 2019)                         | 4:04    |  |
| 2.                                       | "Who Knew" (live at Wembley Stadium, Junho de 2019)                                 | 3:32    |  |
| 3.                                       | "Funhouse" / "Just a Girl" (live at Wembley Stadium, Junho de 2019)                 | 6:18    |  |
| 4.                                       | "River" (live at Wembley Stadium, Junho de 2019)                                    | 3:36    |  |
| 5.                                       | "Just Give Me a Reason" (live at Wembley Stadium, Junho de 2019) (feat. Nate Ruess) | 4:38    |  |
| 6.                                       | "Time After Time" (live at Wembley Stadium, Junho de 2019)                          | 3:26    |  |
| 7.                                       | "Walk Me Home" (live at Wembley Stadium, Junho de 2019)                             | 2:57    |  |
| 8.                                       | "I Am Here" (live at Wembley Stadium, Junho de 2019)                                | 5:28    |  |
| 9.                                       | "Fuckin' Perfect" (live at Wembley Stadium, Junho de 2019)                          | 4:03    |  |
| 10.                                      | "Discurso do MTV Video Vanguard Award"                                              | 2:16    |  |
| 11.                                      | "Cash Cash Remix Intro" / "What About Us" (live at Wembley Stadium, Junho de 2019)  | 7:30    |  |
| 12.                                      | "Cover Me in Sunshine" (com Willow Sage Hart)                                       | 2:18    |  |
| 13.                                      | "All I Know So Far"                                                                 | 4:37    |  |
| 14.                                      | "Bohemian Rhapsody" (live at the Sydney Entertainment Center, 2009)                 | 5:49    |  |
| 15.                                      | "We Are the Champions" (Rock in Rio, 2019)                                          | 1:36    |  |
| 16.                                      | "So What" (live at Wembley Stadium, Junho de 2019)                                  | 6:53    |  |
| Duração total:                           | Duração total:                                                                      | 69:01   |  |

## Paradas
| Chart (2021)                               | Peak Posição |
| ------------------------------------------ | ------------ |
| Austrália (ARIA)                           | 2            |
| Áustria (Ö3 Austria Top 40)                | 6            |
| Bélgica (Ultratop Flandres)                | 4            |
| Bélgica (Ultratop Valônia)                 | 26           |
| Canadá (Billboard)                         | 8            |
| República Tcheca (ČNS IFPI)                | 19           |
| Países Baixos (Dutch Charts)               | 8            |
| França (SNEP)                              | 19           |
| Alemanha (Offizielle Deutsche Charts)      | 5            |
| Irlanda (Official Irish Albums)            | 14           |
| Japanese Download Albums (Billboard Japan) | 67           |
| New Zealand Albums (RMNZ)                  | 4            |
| Noruega (VG-lista)                         | 8            |
| Polónia (ZPAV)                             | 37           |
| Portugal (AFP)                             | 12           |
| Escócia (Official Scottish Albums)         | 5            |
| Espanha (PROMUSICAE)                       | 100          |
| Suíça (Schweizer Hitparade)                | 2            |
| Reino Unido (Official Albums Chart)        | 4            |
| Estados Unidos (Billboard 200)             | 13           |

| Chart (2021)             | Posição |
| ------------------------ | ------- |
| Australian Albums (ARIA) | 30      |